# Szymon An-ski

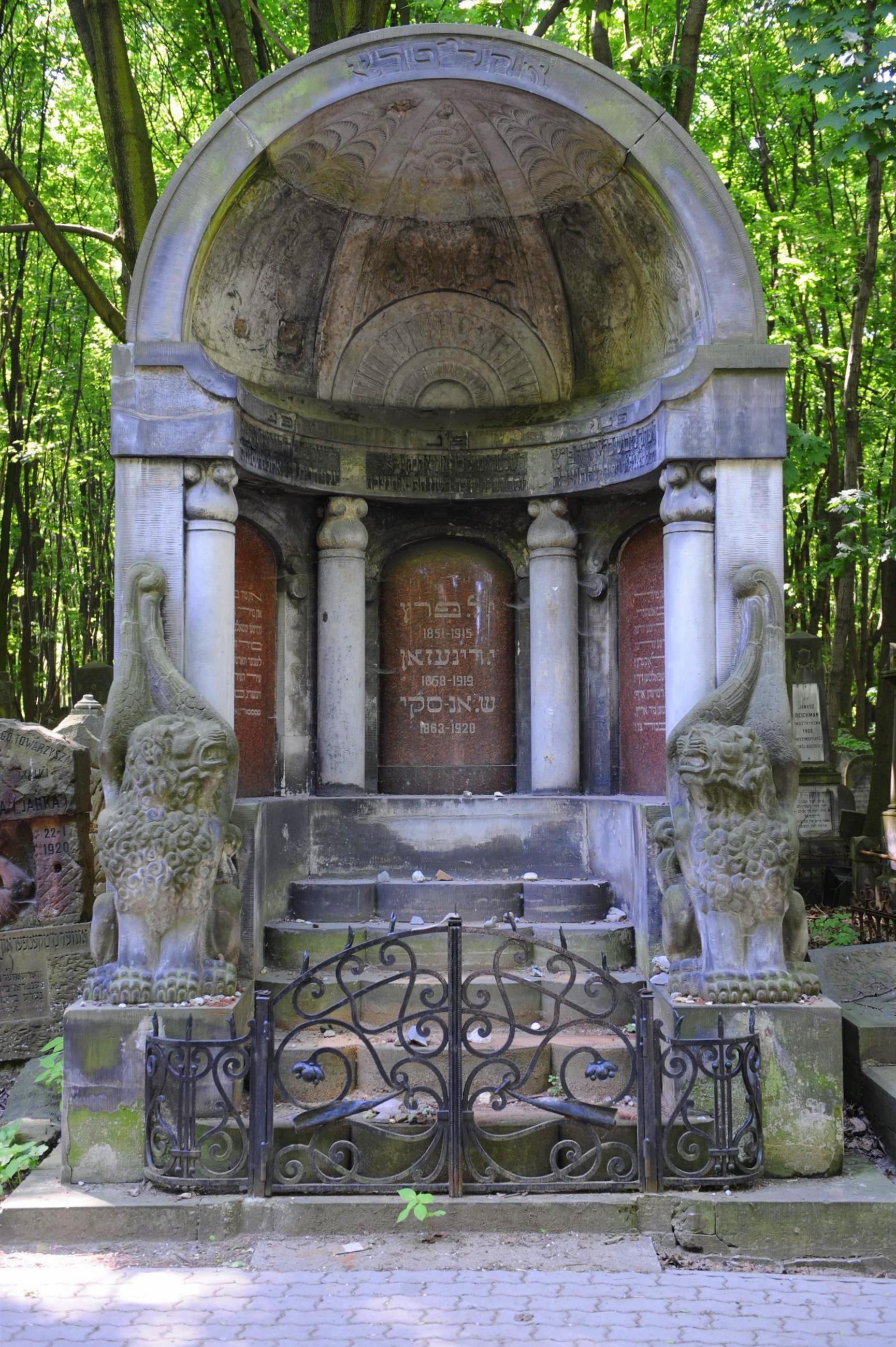
Mauzoleum Trzech Pisarzy: Szymona An-skiego, Icchoka Lejba Pereca i Jakuba Dinezona na cmentarzu żydowskim w Warszawie

Szymon An-ski (lub Sz. An-ski), właściwie Szlojme Zajnwel Rapoport jid. ‏שלמה זײַנװל ראַפּאָפּאָרט‎ (ur. 27 października 1863 w Czaśnikach, zm. 8 listopada 1920 w Warszawie) – żydowski pisarz, publicysta i badacz folkloru, piszący w języku rosyjskim i jidysz.

## Życiorys
Pochodził z biednej żydowskiej rodziny. Miał dwie siostry. Matka (Chana) prowadziła gospodę, ojciec (Aaron Rapoport) pracował jako posłaniec, w związku z czym rzadko bywał w domu; w końcu porzucił rodzinę. Po odejściu ojca Rapoportowie przenieśli się do Witebska.
W młodości Szlojme uczył się kowalstwa i introligatorstwa. Czytywał pisma haskalowe, m.in. słynną Chatot neurim Lilienbluma. Był pod wpływem socjalistycznego ruchu narodników, zainteresował się etnografią. Uzyskał także tradycyjne wykształcenie żydowskie. W latach 1881–1891 wędrował po miastach i miasteczkach Imperium Rosyjskiego, nauczając i pracując fizycznie (pracował m.in. jako górnik w Zagłębiu Donieckim). Pisał w tym czasie liczne krótkie teksty dokumentalne i wysyłał je do rosyjskich gazet, jednak najczęściej były one odrzucane. W 1889 został aresztowany pod zarzutem szerzenia propagandy. Został uwolniony, ale z nakazem opuszczenia miejscowości Starodub, w której wówczas przebywał. W 1891 przybył do Petersburga, gdzie poznał redaktorów pisma „Ruskoje Bogatstwo”, w którym niebawem zaczął publikować pod pseudonimem S. A. An-ski. W tym samym roku wyjechał do Europy Zachodniej – mieszkał w Berlinie i Brnie, a od 1894 roku w Paryżu, gdzie był świadkiem procesu Dreyfusa. Przebywał tam do 1905, pisując nadal do „Ruskogo Bogatstwa” i innych wschodnich gazet (m.in. „Jug”, „Obrazowanije”, „Żurnal dla Wsiech”). Podczas pobytu w Paryżu został prywatnym sekretarzem Piotra Ławrowa. Pozostawał z nim w bliskich kontaktach aż do jego śmierci w roku 1900.
W 1901 przeczytał Dzieła zebrane Pereca. Był pod wrażeniem wyrafinowanego stylu i poziomu literackiego, jaki można osiągnąć pisząc w jidysz. W 1902 przyjął nowy pseudonim, S. Sinani (lub Z. Sinani), którego używał głównie do publikacji jidyszowych rewolucyjnych wierszy, pamfletów i sztuk teatralnych. Napisał wówczas pieśń Di Szwue (Przysięga), która stała się hymnem Bundu. Przetłumaczył także Międzynarodówkę z francuskiego na jidysz.
W 1907 aresztowano An-skiego w Witebsku z powodu odkrytych w jego mieszkaniu utworów i listów m.in. krytykujących Dumę i kwestionujących wyobrażenie o posłuszeństwie chłopstwa wobec cara. Jednak z uwagi na fakt, że teksty te nie ukazały się drukiem, uniewinniono pisarza. Rok później An-ski ożenił się z młodą pianistką z Witebska, Esterą Glezerman.
W latach 1911–1913 lub 1912–1914 prowadził badania etnograficzne w żydowskich miasteczkach na Wołyniu i Podolu. Wraz z grupą badaczy przeprowadzał wywiady z miejscową ludnością, nagrywał piosenki ludowe, robił dokumentację fotograficzną, zbierał wytwory kultury materialnej. Wyniki badań opublikowano w dziele Żydowski program etnograficzny. Udział w tej wyprawi zainspirował An-skiego do napisania sztuki teatralnej Dybuk (1914, podtytuł Na pograniczu dwóch światów), której polska prapremiera (w wykonaniu Trupy Wileńskiej) odbyła się miesiąc po jego śmierci w Teatrze Elizeum w Warszawie. W 1937 powstała filmowa ekranizacja w reżyserii Michała Waszyńskiego.
W trakcie I wojny światowej był zaangażowany w pomoc jej ofiarom, głównie ludności żydowskiej, poszkodowanej w wyniku pogromów na terenie Galicji. W 1919 (lub 1917) roku przeniósł się do Wilna, gdzie założył Żydowskie Towarzystwo Historyczno-Etnograficzne i Związek Żydowskich Literatów i Dziennikarzy. W 1919 roku odwiedził Warszawę, gdzie został współpracownikiem żydowskiego dziennika „Der Moment”.
Jego prace etnograficzne były przez wiele lat ukryte w radzieckich archiwach, dopiero w 1990 część z nich ujrzała światło dzienne.
Jest pochowany wraz z Icchokiem Lejbem Perecem i Jakubem Dinezonem w Mauzoleum Trzech Pisarzy w alei głównej na cmentarzu żydowskim przy ulicy Okopowej w Warszawie (kwatera 44).